# Bernard Nathanson
Bernard N. Nathanson (Nova Iorque, 31 de julho de 1926 - Nova Iorque, 21 de fevereiro de 2011) foi um médico ginecologista norte-americano, de origem judaica, e um dos líderes do movimento pela legalização do aborto nos Estados Unidos. Dirigiu uma clínica especializada nesta prática. Posteriormente, reviu sua posição, e tornou-se ativista pró-vida  e um ícone deste movimento.  Após algum tempo de ativismo pró-vida, converteu-se ao catolicismo.

## Biografia
Nathanson era filho de um bem-sucedido ginecologista. Estudou medicina na Universidade de McGill, em Montreal. Fez residência em um hospital judeu. A seguir, trabalhou no Hospital de Mulheres de Nova York, onde conheceu a realidade das mulheres que cometiam abortos clandestinos. Em 1969, fundou a Liga de Ação Nacional pelo Direito ao Aborto, tornando-se um ativo militante na luta pela ampliação do direito ao aborto em seu país.
Em 1971 assumiu a direção do Centro de Saúde Reprodutiva e Sexual de Nova Iorque, uma clínica obstétrica onde se realizava o maior número de abortos na cidade.
Ao final de 1972 demitiu-se da clínica e foi nomeado diretor do Serviço de Obstetrícia do Hospital São Lucas de Nova Iorque, onde criou o serviço de Fetologia. Nesta função, a par das novas tecnologias de ultrassonografia, com as quais era possível acompanhar o desenvolvimento do feto, reviu suas convicções sobre o aborto.
Assumiu publicamente uma nova posição contra o aborto em um artigo na revista médica The New England Journal of Medicine, na qual reconhecia que há vida humana no feto. A partir de então, tornou-se ativista do movimento pró-vida.
Após anos de militância no movimento pró-vida e com o apoio de um professor seu, o psiquiatra Karl Stern, bem como do padre John McCloskey, converteu-se ao catolicismo, sendo batizado em 9 de dezembro de 1996, na cripta da Catedral de São Patrício, pelo cardeal John O'Connor.
Nathanson casou-se quatro vezes, sendo que os três primeiros casamentos terminaram em divórcio. Morreu em consequência de câncer, aos 84 anos de idade.

## Obras de Bernard Nathanson
- Aborting America. Double Day & Company, Inc.: Garden City, 1979.  ISBN 038514461-X
- The Silent Scream (O grito silencioso) - documentário de 1984
- The Abortion Papers: Inside the Abortion Mentality. New York:Frederick Fell, 1983. ISBN 0-8119-0593-4
- Eclipse of Reason - documentário de 1987
- The Hand of God. Regnery Publishing, Inc.: Washington D.C., 1996.  ISBN 089526463-3